# Проникающие грунтовки
Проника́ющие грунто́вки или грунтовки глубокого проникновения — водно-дисперсионные материалы, применяющиеся в качестве первого слоя при производстве отделочных работ на минеральных основаниях.

## Основные функции проникающих грунтовок
- выравнивание поглощения подложки;
- улучшения адгезии отделочного покрытия на окрашиваемую поверхность;
- укрепление подложки путём связывания отслоившихся от неё частиц наполнителей и пигментов из старых покрытий, подвергшихся атмосферному старению, песка из старых штукатурок и т. п.;
- защита поверхности от проникновения агрессивных жидкостей (например, воды) из верхнего покрытия в подложку.

## Требования к проникающим грунтовкам
Для выполнения своих функций проникающие грунтовки должны обладать:
- хорошими пленкообразующими свойствами полимеров, входящими в их рецептуру;
- высокой проникающей способностью;
- устойчивостью к гидролизу, особенно для нанесения на высокощелочные свежие цементные подложки;
- устойчивостью к действию электролитов для предотвращения коагуляции на поверхности, так как в минеральных строительных материалах содержится большое количество растворимых ионов;
- водостойкостью получающихся покрытий;

## Исходное сырье для производства
Из-за необходимости устойчивости к гидролизу водно-дисперсионные грунтовки изготавливают на основе дисперсий стиролакриловых или чисто акриловых сополимеров.
Чтобы обеспечить хорошую проницаемость, размер частиц полимера должен быть примерно в 10 раз меньше диаметра пор подложки
В большинстве случаев размер частиц дисперсии 100—200 нм вполне достаточен для хорошего укрепления поверхности строительных подложек с крупными порами.
Для получения дисперсий с размером частиц менее 100 нм, устойчивых к воздействию электролитов, необходимо использовать в процессе эмульсионной полимеризации сильные поверхностно-активные анионные эмульгаторы. При увеличении количества эмульгатора размер частиц уменьшается.
Путём оптимизации процесса эмульсионной полимеризации, можно получать акриловые дисперсии с размерами частиц 20—50 нм. Низкая концентрация дисперсии в грунтовках позволяет предотвратить коагуляцию в результате воздействия растворимых солей из субстрата.
[1].

## Состав проникающих грунтовок
- акриловая дисперсия 85 %масс.
- антивспенивающий агент 0,4 %масс.
- консервант 1,7 %масс.
- ПАВ-смачиватель 0,4 %масс.
- вода 12,5 %масс.[2, c.85].

## Применение проникающих грунтовок
Проникающие грунтовки большинства производителей выпускаются готовыми к применению, однако ряд производителей производит концентраты, требующие разбавления водой от 1 : 1 до 1 : 15 по объёму. Расход проникающих грунтовок составляет 25—100 мл/м2 в зависимости от адсобирующей способности подложки.
Проникающие грунтовки равномерно наносятся на обрабатываемую поверхность малярным валиком или кистью до полного впитывания. Время сушки до 24 часов. Затем поверхность может быть окрашена водно-дисперсионными красками, а также на неё могут быть нанесены другие отделочные покрытия.